# Anomaloglossus breweri
Anomaloglossus breweri (Barrio-Amorós, 2006) è un anfibio anuro, appartenente alla famiglia degli Aromobatidi.

## Etimologia
L'epiteto specifico è stato dato in onore di Charles Brewer-Carías.

## Distribuzione e habitat
È endemica del Tepuy Aprada nello stato di Bolívar, Venezuela. Si trova a 660 m di altitudine.

## Tassonomia
La specie può essere distinta da altre specie simili grazie a una combinazione di caratteri morfologici.

## Conservazione
La Lista rossa IUCN classifica Anomaloglossus breweri come specie vulnerabile.